# Chahla Chafiq-Beski
Chahla Chafiq-Beski er en iransk forfatter og sociolog med speciale i det gamle Persien og tillige en forsvarer af sekularisme og ytringsfrihed.
Chafiq-Beski er venstre-aktivist, og blev i 1983 landsforvist fra Iran grundet modsætninger til Khomeini-regimet og fik efter forvisningen asyl i Frankrig. Hun er forfatter til flere bøger, som er kritiske overfor islam og de iranske ayatollaher.
I 2007 var Chafiq-Beski involveret i oprettelsen af et internationalt netværk af kvindelige iranske flygtninge.
Anno 2008 er Chafiq-Beski stadig bosiddende i Frankrig.